# Municipio de Washington (condado de Hall)
El municipio de Washington (en inglés: Washington Township) es un municipio ubicado en el condado de Hall en el estado estadounidense de Nebraska. En el año 2010 tenía una población de 1869 habitantes y una densidad poblacional de 36,09 personas por km².

## Geografía
El municipio de Washington se encuentra ubicado en las coordenadas 40°54′1″N 98°19′22″O / 40.90028, -98.32278. Según la Oficina del Censo de los Estados Unidos, el municipio tiene una superficie total de 51.79 km², de la cual 51,29 km² corresponden a tierra firme y (0,96 %) 0,5 km² es agua.

## Demografía
Según el censo de 2010, había 1869 personas residiendo en el municipio de Washington. La densidad de población era de 36,09 hab./km². De los 1869 habitantes, el municipio de Washington estaba compuesto por el 97,22 % blancos, el 0,43 % eran afroamericanos, el 0,21 % eran amerindios, el 0,86 % eran asiáticos, el 0,59 % eran de otras razas y el 0,7 % eran de una mezcla de razas. Del total de la población el 3,1 % eran hispanos o latinos de cualquier raza.